# Robert Guérin
Robert Guérin (28 tháng 6 năm 1876 – 1952) là một nhà báo của tờ Le Matin Pháp. Ông là một trong những người sáng lập ra FIFA và là chủ tịch đầu tiên của tổ chức này. Vào ngày 22 tháng 5 năm 1904 khi mới 28 tuổi ông được bầu giữ chức Chủ tịch Liên đoàn bóng đá thế giới, ông giữ chức này đến năm 1906.